# Hermann Waldschmidt
Karl Ferdinand Hermann Waldschmidt (* 4. Februar 1862 in Wega; † 29. März 1930 ebenda) war ein deutscher Gutsbesitzer und Politiker (DNVP).

## Leben
Waldschmidt war der Sohn des Guts- und Mühlenbesitzers Julius Waldschmidt (1811–1900) und dessen Ehefrau Karoline, geborene Klein. Er heiratete am 24. Mai 1895 Johanna Trummel (1876–1923) aus Aachen.
Waldschmidt besuchte die Schulen in Wega, Nieder-Wildungen und Hann. Münden bis zur Mittleren Reife. Danach machte er eine landwirtschaftliche Ausbildung auf dem väterlichen Gut und auf einem Gut in Körbisdorf bei Magdeburg. Ab 1884 lebte er wieder auf dem väterlichen Mühlengut, das er 1900 übernahm. Er war Vorstandsmitglied der Landwirtschaftskammer und hatte viele Ehrenämter inne.
Von 1905 bis 1919 war er Abgeordneter im Landtag des Fürstentums Waldeck-Pyrmont, im Wahlkreis Kreis der Eder gewählt. In den Jahren 1919 bis 1922 war er nach der Novemberrevolution für die DNVP Abgeordneter in der Verfassungsgebenden Waldeck-Pyrmonter Landesvertretung. Danach gehörte er von 1922 bis 1925 für den Waldeckischen Landeswahlverband der Waldecker Landesvertretung an.